# آل إسرائيل
آل إسرائيل (بالإنجليزية: Al Israel)‏ هو ممثل أمريكي، ولد في 16 أبريل 1935 بمانهاتن في الولايات المتحدة، وتوفي في 16 مارس 2011 في الولايات المتحدة.

## أعمال

### أفلام
- (1983) الوجه ذو الندبة[6]
- (1995) عقول خطرة[7]

## وصلات خارجية
- آل إسرائيل على موقع IMDb (الإنجليزية)
- آل إسرائيل على موقع ألو سيني (الفرنسية)
- آل إسرائيل على موقع أول موفي (الإنجليزية)
- آل إسرائيل على موقع قاعدة بيانات الأفلام السويدية (السويدية)
- آل إسرائيل على موقع قاعدة بيانات الفيلم (الإنجليزية)
- آل إسرائيل على موقع كينوبويسك (الروسية)